# Romain Molina
Pour les articles homonymes, voir Molina.
Romain Molina, né le 3 mai 1991 à Lyon, est un journaliste spécialisé dans le domaine du football, auteur et conférencier français. Il réside actuellement en Andalousie, en Espagne. Il s'est fait particulièrement remarquer grâce à ses ouvrages sur le football ainsi que par ses enquêtes concernant divers scandales impliquant le monde du football, que ce soit au niveau national ou international.  
De plus, ses articles ont été publiés dans des médias de renom tels que The New York Times, The Guardian, CNN, BBC, Le Temps. 

## Enquêtes

### Scandale lié à la fédération haïtienne de football
Romain Molina est l'un des auteurs de l'enquête du Guardian publiée le 30 avril 2020 révélant les agressions sexuelles et viols de jeunes joueuses par Yves Jean-Bart, alors président de la fédération haïtienne de football (depuis 2000), et ami personnel de l'ancien président de la FIFA.
Interviewé en mai 2022 par Denis Robert sur Blast, Molina explique qu'après avoir traité, peu avant les élections en Haïti, sur sa chaine YouTube, du football géré comme un cartel à Haïti par la famille Jean-Bart depuis environ 20 ans, et après que ce sujet eut fait beaucoup de bruit en Haïti, il a reçu de nombreuses informations sur des malversations (notamment liées à un cartel [La familia] impliqué dans le trafic de drogue), mais aussi sur des comportements d'abus sexuels et pédocriminels (viols et avortements sur mineures) au sein de la fédération haïtienne de football, dans le centre d'entraînement officiel de la FHF (Fédération Haïtienne de Football), dit « le Ranch », à la Croix-des-Bouquets (ancienne propriété de la famille de Jean-Claude Duvalier, transformée en 2001 en centre d'entrainement par la FIFA, dans la banlieue de Port-au-Prince (projet financé par le programme « Goal » de la FIFA pour soutenir le développement du football). Romain Molina contacte alors le journal The Guardian qui avait dénoncé deux ans plus tôt un scandale de même nature en Afghanistan. Il prévient aussi la FIFA, sans citer de nom, et Véro Mossengo-Omba (responsable en chef des associations membres de la Fifa, et proche de Gianni Infantino, président de la FIFA) s'empresse de prévenir la fédération haïtienne. The Guardian publie alors le premier article sur le sujet, basé sur « de nombreuses sources impliquées dans le centre, y compris des victimes présumées et leurs familles ». Le journal s'étonne aussi du mauvais état du site (« La dernière fois que j'y ai mis les pieds, j'avais envie de vomir", raconte un entraîneur qui y travaillait régulièrement. "C'est ignoble. Dix enfants dorment dans chaque chambre, il n'y a pas de draps, pas de toilettes propres (...) L'entraîneur a ajouté : « Ce centre est un cauchemar. Les inspecteurs de la FIFA sont venus, on pensait qu'ils allaient dire quelque chose, mais ça ne s'est pas fait (...) »), une situation qui ne semble pas s'expliquer alors que le centre aurait reçu jusqu'à 6 millions de dollars du programme "Forward" de la FIFA entre 2016 et 2020.
L'enquête de la FIFA, conduite en lien avec Human Rights Watch (HRW) et la FIFPRO (qui dans son rapport, rendu le 13 août 2020, dit avoir été, durant l'enquête, « en mesure d'identifier 34 victimes possibles d'abus sexuels et 10 auteurs potentiels »), confirmera qu'Yves Jean-Bart a violé des joueuses, y compris des adolescentes de 14, 15 et 16 ans et que plusieurs autres dirigeants étaient impliqués, dont au moins deux femmes : Yvette Félix (entraîneure adjointe et responsable du matériel à la Fédération Haïtienne de Football), et Nella Joseph (superviseure de l'équipe féminine des moins de 20 ans d'Haïti, basée au Centre technique national de Croix-des-Bouquets),.
Parmi les répercussions du scandale, le 25 mai 2020 Yves Jean-Bart est suspendu par la commission d'éthique de la FIFA pour 90 jours, puis à nouveau pour 90 jours,. Six mois plus tard (18 novembre 2020), l'enquête sur cette affaire conclut que Yves Jean-Bart a enfreint les articles 23 (Protection de l’intégrité physique et mentale) et 25 (Abus de pouvoir) du code d'éthique de la FIFA. En conséquence, il est suspendu à vie de toute activité liée au football (administrative, sportive et autre) aux niveaux national et international devant en outre s'acquitter d’une amende d’un montant de CHF 1 000 000. En mai 2021, la chambre de jugement de la Commission d’Éthique indépendante de la FIFA a déclaré « Mme Nella Joseph – superviseuse de l’équipe nationale féminine U-20 de la Fédération Haïtienne de Football (FHF) – coupable d’avoir manqué à son devoir de protection de l’intégrité physique et mentale de plusieurs joueuses placées sous sa responsabilité et son autorité au centre technique national de Croix-des-Bouquets (Haïti), en particulier en usant activement de pressions et de menaces afin qu’elles se livrent à des rapports sexuels avec M. Yves Jean Bart (ancien président de la FHF), en violation du Code d’éthique de la FIFA (...) interdiction de toute activité relative au football (administrative, sportive et autre) aux niveaux national et international pour une durée de dix ans. Elle devra en outre s’acquitter d’une amende s’élevant à CHF 20 000 » « et d’autres officiels de la FHF, identifiés comme ayant possiblement été impliqués (en tant qu’auteurs principaux, complices ou instigateurs) dans des actes d’abus sexuels systématiques envers des joueuses de football – parfois mineures – entre 2014 et 2020 », dont « Rosnick Grant, ancien coordinateur national en chef des arbitres de la Fédération Haïtienne de Football (FHF), coupable (entre 2011 et 2021) d'avoir abusé de sa position, ainsi que d'avoir commis des actes de harcèlement et d'abus sexuels, y compris la coercition et les menaces, en violation du Code d'éthique de la FIFA » ; Grant (qui a « rejoint la FHF en 1993 et depuis lors, jusqu'à sa suspension en date du 10 février 2021, (y) a exercé des tâches techniques et administratives, notamment en tant que Coordonnateur National et Vice-Président de la FHF » a aussi abusé de sa position d'autorité dans l'arbitrage du football haïtien en échange de faveurs sexuelles et pour menacer et user de coercition envers les femmes arbitres « pour empêcher le signalement de tels abus sexuels », En en janvier 2021, la Fifa a créé un « comité de normalisation » après avoir trouvé des "indices forts" que Y. Jean-Bart exerçait toujours une influence sur la fédération, mais le président de ce comité (Jacques Letang) a démissionné. En Juin 2021, Grant a été convoqué par la justice après avoir été accusé d'avoir tenté d'organiser le meurtre d'un journaliste. Il a nié ces allégations.
À la suite de ce scandale, interviewé par Caviar Magazine, Romain Molina s'est déclaré humaniste plus que militant dans le cadre d'affaires de cette gravité.
De plus, à la suite du travail de Romain Molina, des témoignages ont aussi mis en cause :
- la Confédération de football d'Amérique du Nord, d'Amérique centrale et des Caraïbes (CONCACAF), dont des membres venaient également abuser les jeunes footballeuses ou arbitres lors de déplacements à Haïti (« Ils ont abusé des filles, leur disant qu'elles travailleraient comme arbitres pour la FIFA, comme arbitres nationaux. C'est comme ça qu'ils feraient les choses en Haïti. Ils leur disaient que s'ils n'acceptaient pas [les approches sexuelles], ils ne seraient plus autorisés à arbitrer un match »)[14].
- Evans Lescouflair (en) (ancien ministre de la Jeunesse, des Sports et de l’Action civique d'Haïti), président du Club sportif Saint-Louis, et enseignant (dans les années 1980) à l’institution Saint-Louis-de-Gonzague, concerné par une troisième plainte pour viol sur mineur (les deux autres, pour des actes remontant au 2 janvier 2010 ayant été classées par un juge pour manque de preuves)[16],[17] ; En 2015, Lescouflair a été accusé d'avoir abusé de jeunes joueurs par Himmler Rebu (ministre des sports de 2014 à 2015), dans une lettre au journal Le Nouvelliste, Rebu ayant envoyé un rapport à Michel Martelly alors président d'Haïti, alléguant que certains des abus sexuels de Lescouflair avaient eu lieu au Centre Technique National de la FHF à Croix-des-Bouquets sous le règne de Jean-Bart.
- Fenelus Guerrier (secrétaire exécutif) accusé de chantage auprès de jeunes filles pour qu'elles aient des relations sexuelles avec lui[8].

### Enquêtes sur la Fédération française de football
Le 14 octobre 2020, le New York Times publie une enquête co-signée par Romain Molina évoquant « une culture d'entreprise toxique » au sein de la Fédération française de football (FFF). Alors que l'autorité de la directrice générale Florence Hardouin est mise en cause, cette enquête révèle des accusations de harcèlement, de comportements déplacés et de sexisme au sein de la FFF.
Le 2 décembre, une seconde enquête de Romain Molina sur la FFF est publiée par le New York Times concernant un ancien encadrant de l'institut national du football de Clairefontaine renvoyé par fédération, ayant envoyé des SMS inappropriés, voulu des pesées sans vêtements ou encore invité des enfants à passer la nuit chez lui, et continuant toujours de travailler dans le milieu.
En novembre 2021, lors d'un live sur Twitter, Romain Molina fait de nouvelles révélations concernant le football français : cas de violence sexuelle, d'exhibitions, de pratiques choquantes, de consommation abusive d'alcool, ainsi que, pour le PSG, d'existence de très fortes tensions.
Le 16 septembre 2022, il publie une nouvelle enquête intitulée « 40 ans de silence » dans le média norvégien Josimar, pointant la responsabilité de cadres de la Fédération française de football dans la non-dénonciation d'agressions sexuelles et d'abus sur mineurs.

### Abus sexuels au sein du football gabonais
La Fifa a lancé une enquête et des poursuites contre quatre entraîneurs au Gabon, dont Patrick Assoumou Eyi (sélectionneur national gabonais des moins de 17 ans jusqu'en 2017 puis nommé Directeur technique de la ligue de football de l’Estuaire). Ce haut responsable du football gabonais, souvent dénommé « Capello » dans son milieu est soupçonné d'avoir commis, depuis 1990, de très nombreux abus sexuels à l'encontre de jeunes joueurs, selon une enquête de Ed Aarons et Romain Molina publiée par The Guardian, ; à la suite de ces révélations, fin 2021, il a été arrêté et d'après le ministre des sports gabonais (Franck Nguema), Patrick Assoumou Eyi « aurait abusé de centaines de jeunes garçons dans le cadre de ses fonctions », ce qui pourrait faire de cette affaire l'un des plus grands scandales sexuels documentés de l'Histoire des sports. Le président Ali Bongo Ondimba a demandé au ministre de la Justice « l’ouverture d’une enquête judiciaire dans la communauté du football national pour des abus sexuels ayant été commis contre des enfants, garçons et filles », mais aussi « d’élargir l’enquête à toutes les fédérations sportives nationales » pour « éradiquer les potentiels prédateurs sexuels ». La Fédération gabonaise de football (FEGAFOOT) dit n’avoir « jamais enregistré de plaintes relatives à un acte de cette nature », mais selon The Guardian, un ancien responsable de la FEGAFOOT « a tenté de faire part de ses préoccupations concernant des allégations d’abus sexuels lors d’une réunion du conseil d’administration en 2019. Il assure avoir ensuite été démis de ses fonctions ». Une plainte a été déposée par la FIFPRO après que ses enquêtes préliminaires eurent « donné des preuves cohérentes de témoins crédibles qui parlent tous d’une pratique continue et bien ancrée consistant à forcer les jeunes joueurs à avoir des relations sexuelles comme condition préalable aux opportunités de football ».
Côté football, c'était la FEGAFOOT qui depuis 2021 menait l'enquête sur les allégations d'abus sexuels généralisés dans le football gabonais ; Romain Molina rapporte qu'en mars 2022, la FIFPRO a dit avoir de « profondes inquiétudes quant à l'aptitude de la Fegafoot à gérer l'affaire après avoir entendu des témoignages qui, selon elle, détaillaient "une série d'agresseurs très médiatisés et en série, qui sont profondément ancrés dans les structures du football gabonais" ». Peu après, c'est le président de la Fegafoot lui-même (Pierre-Alain Mounguengui) qui a été inculpé dans le cadre de l'enquête gabonaise.

### Affaire de chantage et harcèlement sexuel au sein de la section féminine de l'Africa Sports
Le 28 février 2022, Romain Molina publie des révélations concernant une affaire de chantage et de harcèlement sexuel exercés par un coach de la section féminine de l'Africa Sports sur des footballeuses parfois mineures. Début mars, l'entraîneur est renvoyé par son club.

### Scandale sexuel au sein de la Fédération colombienne de football
Le comité d'éthique de la FIFA a lancé une enquête sur d'éventuels abus et harcèlement sexuels possiblement commis par ses instructeurs d'arbitrage au sein de la Fédération colombienne de football ; par :
- Óscar Ruiz (chef des arbitres de la fédération nationale), accusé de harcèlement sexuel par 11 victimes présumées et plus de 30 témoins. Il nie ces accusations. Une enquête ouverte en 2019 par les autorités colombiennes après qu'il a été accusé d'avoir violé une mineure et harcelé sexuellement trois collègues arbitres, a été « archivée » par le juge qui a estimé qu'il manquait de preuves contre l'accusé. Puis une autre plainte a été déposée le 7 mars 2022 accusant Ruiz d'avoir abusé et harcelé sexuellement d'autres arbitres dont certains affirment qu'il a également forcé d'autres à avoir des relations sexuelles avec pour obtenir une promotion. Des plaignants affirment que Ruiz les a harcelés sexuellement à plusieurs reprises au cours de leur carrière, et qu'il a eu des relations sexuelles avec un arbitre masculin (alors que ce dernier n'avait que 13 ans)[29] ;
- Imer Machado (autre ancien arbitre international, devenu directeur de la commission des arbitres de la FCF), accusé d'abus et de harcèlement sexuels par 14 victimes et témoins présumés ; selon l'un d'entre eux, « la plupart des gens doivent "coucher" pour devenir arbitre international »[29].

## Polémiques et accusations
Fin mars 2018, il participe à un voyage en Corée du Nord organisé notamment par Égalité et Réconciliation, un média d'extrême droite, après avoir été invité à une de leurs émissions, avec au départ l'objectif d'y tourner un documentaire, qui ne sortira finalement jamais.
En 2022, il fait l'objet de deux plaintes déposées par Kheira Hamraoui pour « harcèlement », « publication en vue d'influencer des décisions juridictionnelles » et « diffamation publique » dans l'affaire liée à son agression en 2021 et aux tensions au sein du PSG. Il est entendu comme témoin en avril 2023. En juillet 2025, la plainte a été annulée par le tribunal correctionnel de Paris.
Il est visé en avril 2023 par une plainte déposée par Christophe Galtier, entraîneur du PSG, pour « diffamation » après avoir divulgué des mails internes à l'OGC Nice (où Galtier était entraîneur jusqu'en 2022). En mai 2024, Christophe Galtier annonce retirer sa plainte.

## Publications

### Ouvrages
- Galère Football Club, Hugo Sport, 16 avril 2015, 299 p. (ISBN 978-2755618259)[34],[35]
- Génération Parker, Hugo Sport, 10 novembre 2016, 208 p. (ISBN 978-2755628159)[36]
- Unai Emery - El Maestro, Hugo Sport, 26 janvier 2017, 192 p. (ISBN 978-2755629279)[37]
- El Matador Cavani, Hugo Sport, 2 novembre 2017, 256 p. (ISBN 978-2755636123)[38]
- La Mano Negra, Hugo Document, 15 novembre 2018, 279 p. (ISBN 978-2755640199)[39],[40]
- The Beautiful Game - Foot, guerre et politique, Exuvie Éditions, 9 novembre 2020, 248 p. (ISBN 978-2491031015)[41]
- Yémen - Les guerres des bonnes affaires - Al-Qaïda, Total et ONU, pillages organisés, Exuvie Éditions, octobre 2022, 347 p. (ISBN 978-2491031336)
- L'Industrie du football : #1 - FIFA - Criminalité - Politique, Exuvie Éditions, novembre 2023, 172 p. (ISBN 978-2491031343)
- L'Industrie du football : #2 - Macron - L'Afrique - la FIFA, Exuvie Éditions, février 2024, 144 p. (ISBN 978-2491031572)
- Le livre noir des jeux olympiques, Exuvie Éditions, juillet 2024, 176 p. (ISBN 978-2491031718)
- L'Industrie du football : #3 - Grosses magouilles entre ennemis, Exuvie Éditions, juillet 2025, 167 p. (ISBN 978-2-491031-77-0)

### Articles
- (en) John Sinnott et Romain Molina, « Football's age fraud: FIFA probes player with 'four birthdays' », CNN,‎ 4 février 2013 (lire en ligne)
- (en) Romain Molina, « Two probes look at Tunisian matches », BBC Sport,‎ 23 avril 2019 (lire en ligne)
- Affaire Haïti — Auteurs : Ed Aarons, Romain Molina et Alex Cizmic
  - (en) « Haiti FA president accused of sexually abusing young female footballers », The Guardian,‎ 30 avril 2020 (lire en ligne)
  - (en) « Alleged victims of Haiti FA president say they have received death threats », The Guardian,‎ 21 mai 2020 (lire en ligne)
  - (en) « Coach accuses president of Haiti FA of sexual abuses over many years », The Guardian,‎ 7 août 2020 (lire en ligne)
  - (en) « Haiti football sexual abuse claims: more officials investigated by Fifa », The Guardian,‎ 8 septembre 2020 (lire en ligne)
- Tariq Panja et Romain Molina, « Le Football Français Ébranlé par une Culture Toxique au Sein de sa Fédération », The New York Times,‎ 15 octobre 2020 (ISSN 0362-4331, lire en ligne)
- Tariq Panja et Romain Molina, « Un coach, des joueurs mineurs et des limites floues », The New York Times,‎ 2 décembre 2020 (ISSN 0362-4331, lire en ligne)

### Vidéographie
- « PSG, FIFA, Qatar et les affaires cachées de pédocriminalité dans le sport » (consulté le 29 mai 2022)